# Смарагдовий варан
Смарагдовий або зелений варан (Varanus prasinus) — представник родини варанових.

## Опис
Цей варан сягає у довжину 75—100 см, у нього стрункий тулуб, який допомагає переміщуватися між вузьких місцин. Має також чіпкий хвіст, довгі лапи та кігті, які смарагдовий варан використовує для хапання за гілки. Цей варан захищає свій хвіст на відміну від інших видів варанів. Підошви лап смарагдового варана розширені до низу, що допомагає йому при лазінні.

## Спосіб життя
Мешкає здебільшого на деревах. Полюбляє тропічні вічнозелені ліси, болота та пальмові плантації какао. Добре маскується поміж гіллям та листям. Гарно бігає через рослинну місцевість, при небезпеці може вкусити. Це соціальні варани, які живуть у невеликих групах, що складаються з домінуючого самця, кількох самок та декількох інших самців та молодих варанів.
Харчується смарагдовий варан комахами, зокрема, паличниками, тарганами, жуками, багатоніжками а також павуками, крабами, птахами та дрібними ссавцями. У неволі також їсть фрукти, особливо банани.
Статева зрілість досягається приблизно у 2 роки. Кладка складатися з 5 яєць, кожне вагою 10,5—11,5 г і розміром приблизно 2 на 4,5 сантиметра. Протягом року самиця відкладає до 3 кладок. Яйця часто відкладаються в кубла деревних термітів. Молоді варани з'являються через 160—190 днів, зазвичай у червні—листопад.

## Розповсюдження
Мешкає на о.Нова Гвінея та невеличких островах, розташованих у Торресовій протоці.

## Галерея

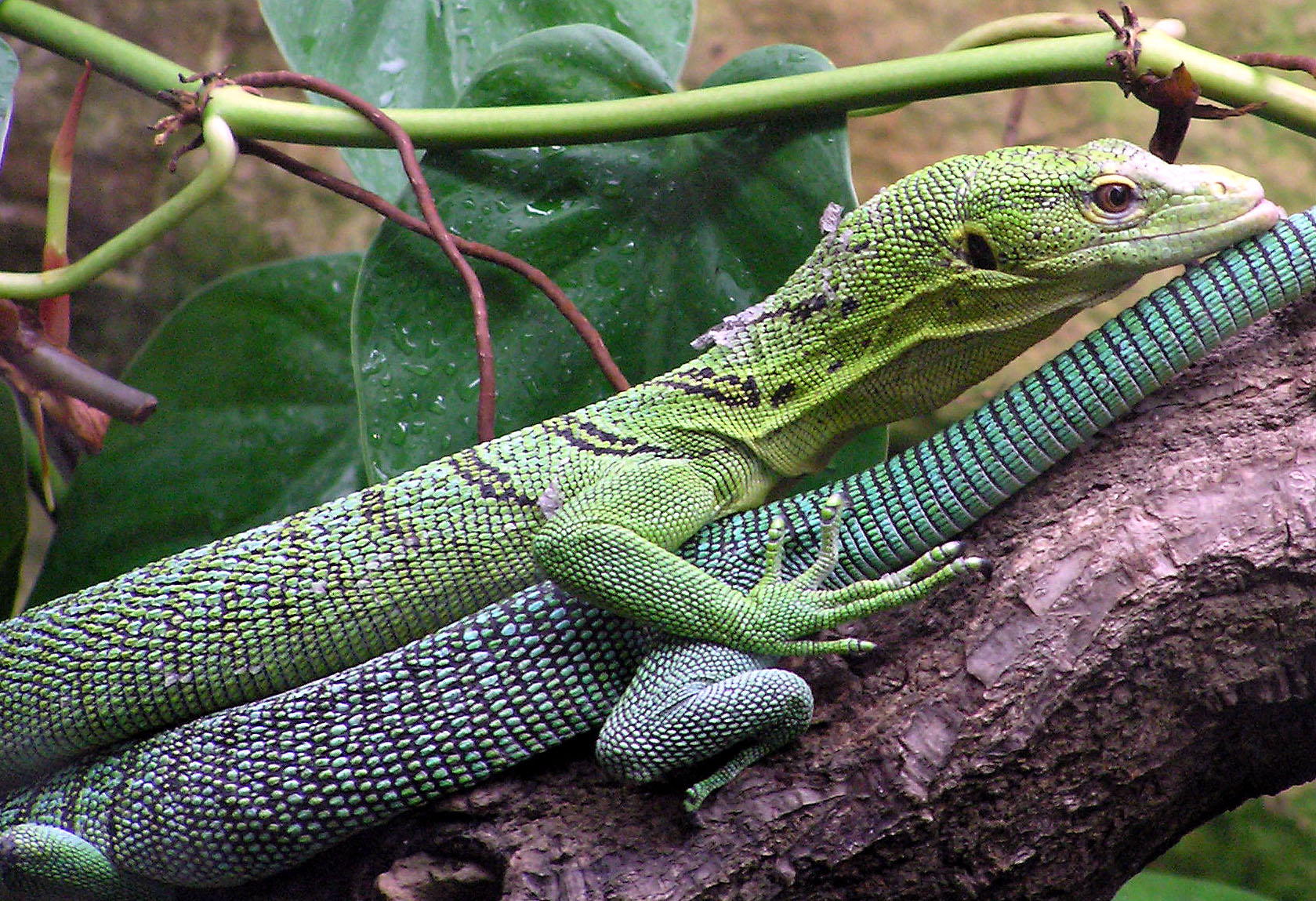
Смарагдовий варан
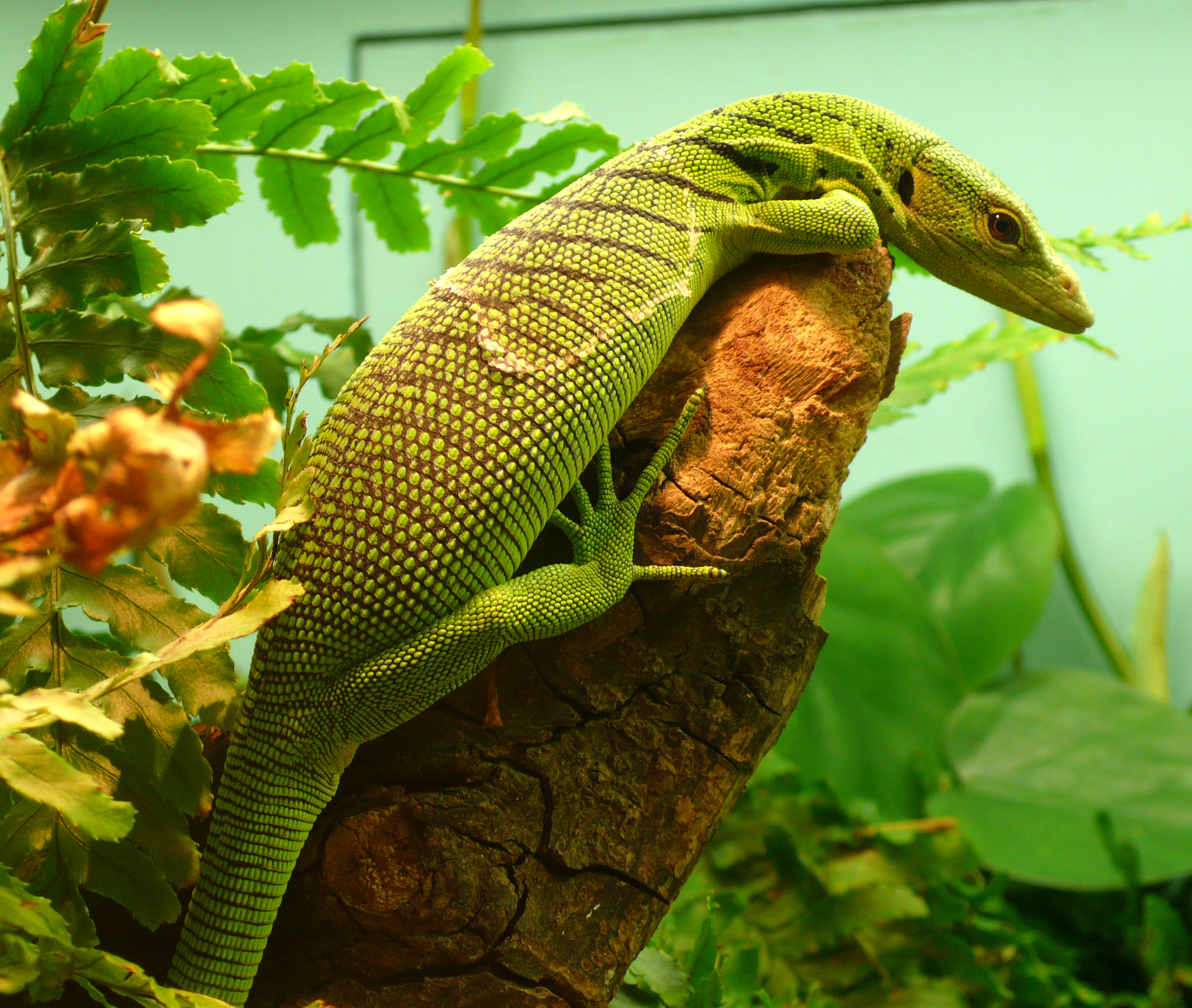
Смарагдовий варан
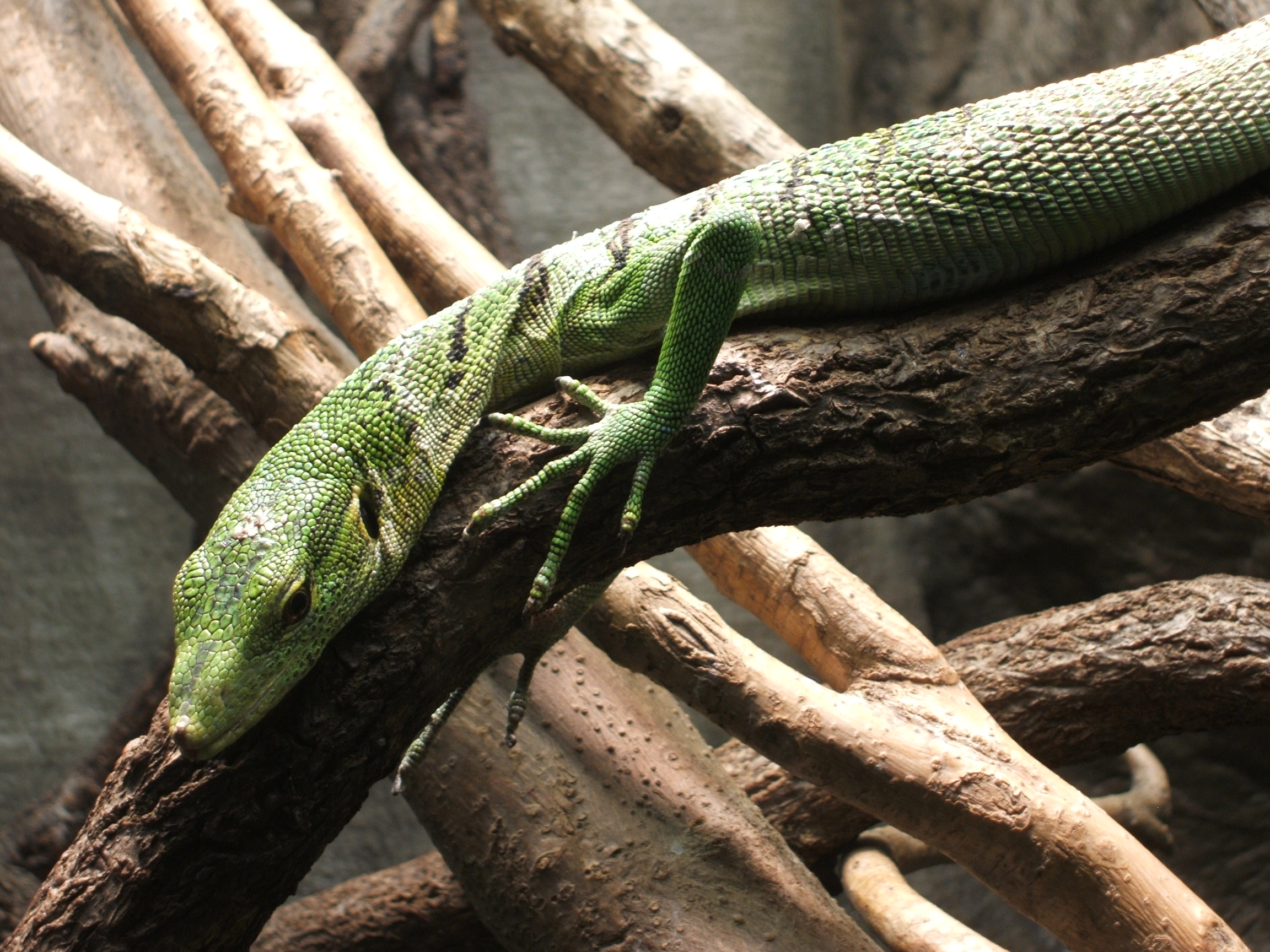
Смарагдовий варан у Бостоні